# Тарасенко Андрій Іванович

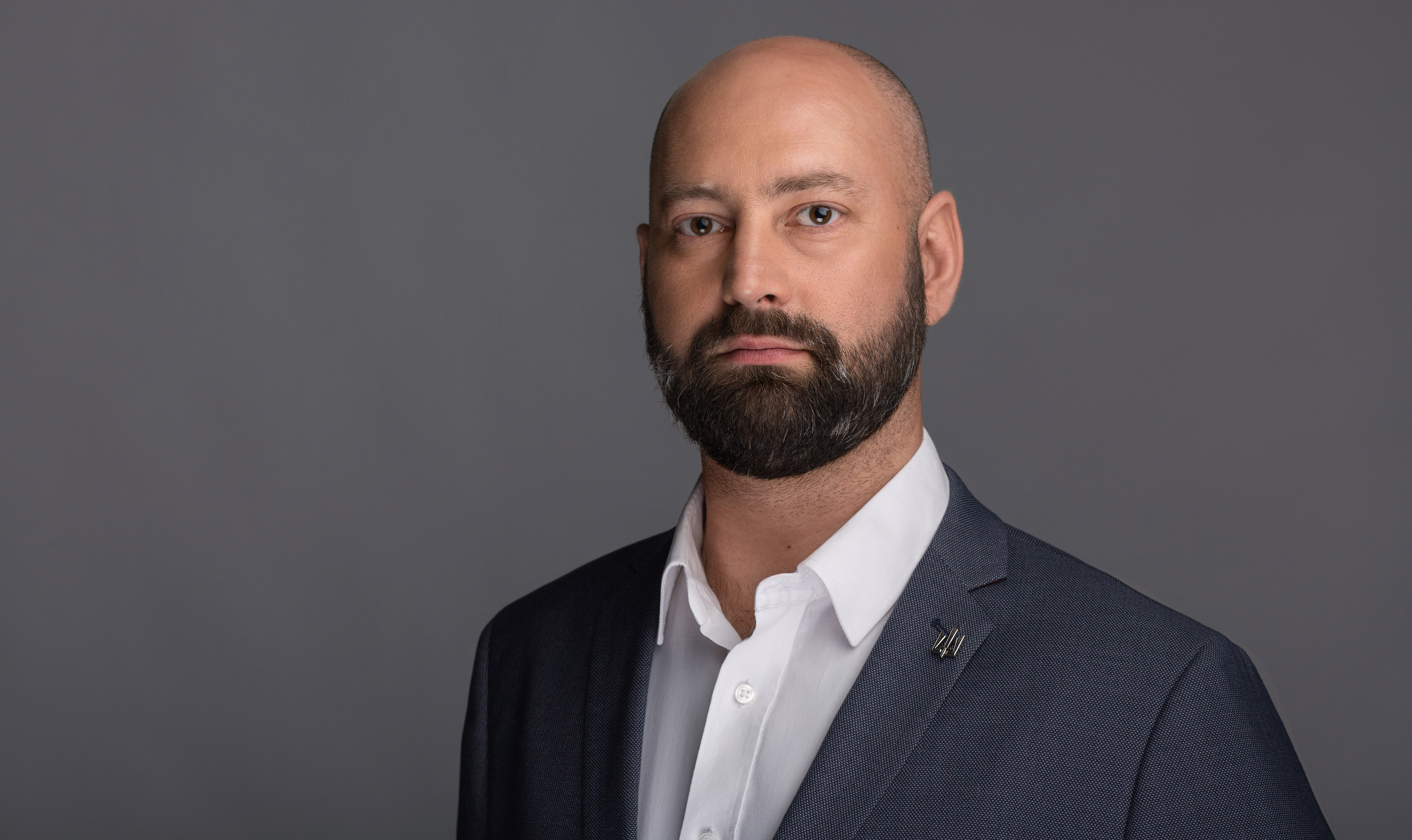

Андрі́й Іва́нович Тара́сенко, псевдо «Пилипась» (народився 17 листопада 1982 в м. Інгулець, нині Кривий Ріг, Дніпропетровська область) — політик і громадський діяч, голова партії «Правий сектор», член проводу Національно-визвольного руху «Правий сектор».

## Життєпис
Має вищу освіту, проживає в місті Києві.
1 листопада Уряд РФ прийняв постанову № 1300 «Про заходи щодо реалізації Указу Президента Російської Федерації від 22.10.2018 № 592». Додатки № 1 і 2 до постанови містять відповідно списки фізичних і юридичних осіб, стосовно яких вводяться спеціальні економічні заходи з боку РФ. До списку включений і Тарасенко Андрій Іванович.

## Громадсько-політична діяльність
Учасник «Податкового Майдану» і «Мовного Майдану».
У січні 2011 року відбулося широкомасштабне затримання керівництва ВО Тризуб ім. С. Бандери, яке звинуватили в організації підриву пам'ятника Сталіну у Запоріжжі 31 грудня 2010 року. Серед затриманих був перший заступник «Тризуба» Андрій Тарасенко. 14 січня 2011 року представники націоналістичних і націонал-демократичних організації України пікетували Адміністрацію Президента з вимогою їх звільнити. 13 квітня Жовтневий районний суд Запоріжжя звільнив заарештованих на поруки народних депутатів України.
Станом на 2014 рік — заступник провідника руху «Правий сектор» з політичних питань.
Балотувався до Верховної Ради України:
- № 1 у списку партії Правий Сектор, Верховна Рада 8-го скликання: ПРАВИЙ СЕКТОР (2014)
- Мажоритарка, самовисування (2012)

Голова партії «Правий сектор» (з 2016).